# Piet Paulusma

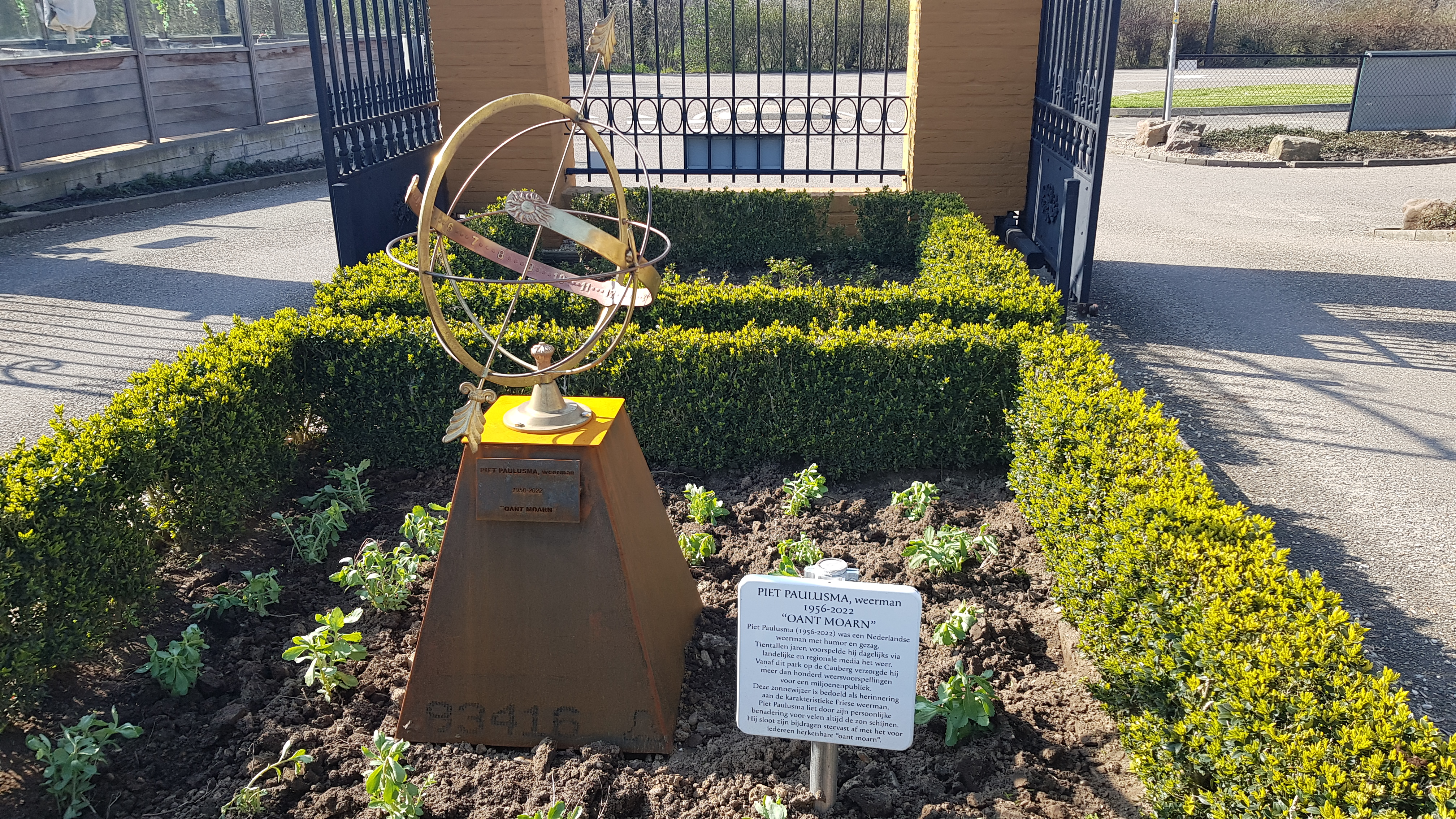
Het gedenkmonument op de Cauberg ter herinnering aan Piet Paulusma

Pieter (Piet/Pyt) Paulusma (Tzum, 15 december 1956 – Leeuwarden, 20 maart 2022) was een Nederlandse weerman.

## Biografie

### Begin loopbaan en hobbymeteoroloog
Na de middelbare school begon Paulusma als 18-jarige op de afdeling Calculatie bij de PTT Telecom, het latere KPN Telecom. Hij wist zich door het volgen van opleidingen en interne cursussen door de tijd heen op te werken tot manager facturering. Buiten werktijd hield Paulusma zich vanaf de jaren 1970 als hobby met het weer bezig. Zijn eerste aanraking met de meteorologie ontleende hij aan een cursus van de Teleac en het bestuderen van natuurverschijnselen. Later leerde hij bij via zelfstudie, en met adviezen van zijn zwager, die colleges meteorologie gaf.

### Weerberichten
Zijn eerste weerberichten maakte Paulusma voor de Franeker Courant. Daarna volgde in 1985 zijn radiodebuut als weerman bij Omrop Fryslân, en volgden optredens in andere media, zoals het Friesch Dagblad en RTV Noord. In 1988 zette hij zijn weerbedrijf Piet Paulusma Meteo Service op. In 1994 verscheen hij voor het eerst op televisie, voor het weerbericht van Omrop Fryslân.
In de winter van 1995-1996 werd Paulusma door ijsmeester Henk Kroes gevraagd om als Friese weerman verslag te doen van de Elfstedentocht. Als adviseur van het Elfstedenbestuur kreeg hij tevens een nieuwsblokje in Hart van Nederland. De tocht zou er dat jaar uiteindelijk niet komen, maar het leidde wel tot een uitnodiging van SBS6 om als vaste weerman te solliciteren. Paulusma werd aangenomen en zegde zijn baan op bij de KPN om voltijds als weerman aan de slag te gaan. En waar Paulusma in februari 1996 nog slechts "een regionale weerman" was, vanaf zijn aantreden in september van dat jaar bij landelijke zender SBS6 kreeg hij de kans om uit te groeien tot een nationale bekendheid. Onder de titel Piets weerbericht werden iedere dag vanaf een wisselende buitenlocatie in Nederland weersverwachtingen gemaakt over het weer in Nederland. Met de Elfstedentocht van 1997 brak Paulusma door bij het grote publiek. In de jaren die volgden zou hij drie keer worden uitgeroepen tot "weerman van het jaar" (in 1999, 2000 en 2006), er werd een tulp naar hem vernoemd en in 2010 kreeg hij een eigen stripverhaal.
Aanvankelijk was Piets weerbericht een onderdeel van het SBS6-nieuws- en actualiteitenprogramma Hart van Nederland. Later, vanaf 2003, zou het weerbericht als separaat programma vermeld worden. Dit programma duurde ongeveer 4 minuten en werd direct na de late editie van Hart van Nederland uitgezonden. De vroege editie van Hart van Nederland werd afgesloten met een kort weerbericht van Paulusma. Het weerbericht werd door Paulusma steevast afgesloten met de Friestalige uitsmijter oant moarn ('tot morgen'). Aan unieke en wisselende buitenlocaties was geen gebrek; In 2016 zei Paulusma in een interview dat hij in de zomermaanden 90 tot 100 uitnodigingen per dag kreeg om bij evenementen langs te komen. De uitzendingen werden steevast goed bekeken. Volgens een meting uit 2006 keken er dagelijks 1,3 miljoen mensen naar zijn weerbericht.
Hoewel Paulusma met naar schatting 500 tot 800 duizend kijkers op dat moment nog steeds een van de best bekeken gezichten van de zender was, moest Paulusma in 2019 bij SBS6 toch het veld ruimen. Zijn contract werd na 23 jaar niet verlengd, en zijn laatste weerbericht zou verschijnen op 30 december 2019. In januari 2020 trad hij aan bij de publieke omroep MAX, waar hij in het televisieprogramma Tijd voor MAX het weer bracht en twee keer per werkdag als weerman te horen was op NPO Radio 5.
Naast zijn televisiewerk verzorgde Paulusma ook enige tijd het weerbericht op Noordzee FMen later Radio 10 Gold. Verder schreef hij één keer per week zijn weerbericht in de Harlinger Courant, dagelijks in het Friesch Dagblad en had hij een weerpagina in MAX Magazine.
Het lokale weerbericht werd door Paulusma ook op de website van de Weekkrant van Wegener gepubliceerd.

### Reclame en films
In 2002 had Paulusma een bijrol in de Friestalige film De Kameleon sjocht yn it waar van studentenvereniging F.F.J. Bernlef., een parodie op de Nederlandstalige film De schippers van de Kameleon uit 2003, waarin Paulusma óók een bijrolletje vervulde. Vier jaar later, in 2007, speelde hij een weerman in de Kabouter Plop-film Plop en de pinguïn.
Vanaf 2007 was Paulusma enige tijd te zien in een reclamespot van Kwik-Fit ter promotie van winterbanden, waarin hij tijdens zijn weerpraatje werd aangereden door een slippende auto. Voordat de reclame in première ging verscheen een verknipte versie op de website GeenStijl, waarin niet duidelijk naar voren kwam dat het om een reclamespotje ging. Hierdoor werd onterecht de suggestie gewekt dat Paulusma zwaargewond of zelfs overleden zou zijn. In 2010 werd het fragment gebruikt in de Amerikaanse verfilming van Das Experiment, The Experiment.

### Koninklijke onderscheiding
Op 21 januari 2022 werd Paulusma benoemd tot ridder in de Orde van Oranje-Nassau vanwege zijn inzet voor Friesland en talloze organisaties. Paulusma kreeg in de Statenzaal van het provinciehuis in Leeuwarden de versierselen uitgereikt door commissaris van de Koning in de provincie Friesland Arno Brok en burgemeester Ina Sjerps van Harlingen. Het lintje kreeg de weerman opgespeld door zijn tweelingbroer.

## Privé
Paulusma woonde in Harlingen. In 2018 werd hij met spoed opgenomen in het ziekenhuis voor een darmoperatie. Paulusma overleed op 20 maart 2022 op 65-jarige leeftijd in Medisch Centrum Leeuwarden aan de gevolgen van kanker. Hieraan leed Paulusma al geruime tijd, maar hij had dit niet publiekelijk bekendgemaakt. Zijn laatste tv-optreden als weerman was op donderdag 17 maart, een dag later gevolgd door zijn laatste weerbericht op de radio. Paulusma liet vier kinderen na.
Op 19 maart 2023 werd op de Cauberg in het Zuid-Limburgse Valkenburg een monument onthuld ter herinnering aan de weerman.